# Eucalyptus gomphocephala
Espèce
Classification phylogénétique
Répartition géographique
Eucalyptus gomphocephala, connu sous le nom de tuart, est une espèce de plantes à fleurs du genre Eucalyptus et de la famille des Myrtaceae. C'est un arbre rencontré dans le sud-ouest de l'Australie-Occidentale. Il a été introduit dans d'autres régions du monde.
Les feuilles adultes sont alternes, pétiolées, entières, lancéolées, falciformes, d'un gris-vert, mesurant 12 centimètres de long pour 2 cm de large.